# Singapore Airlines

Il logo attualmente in uso

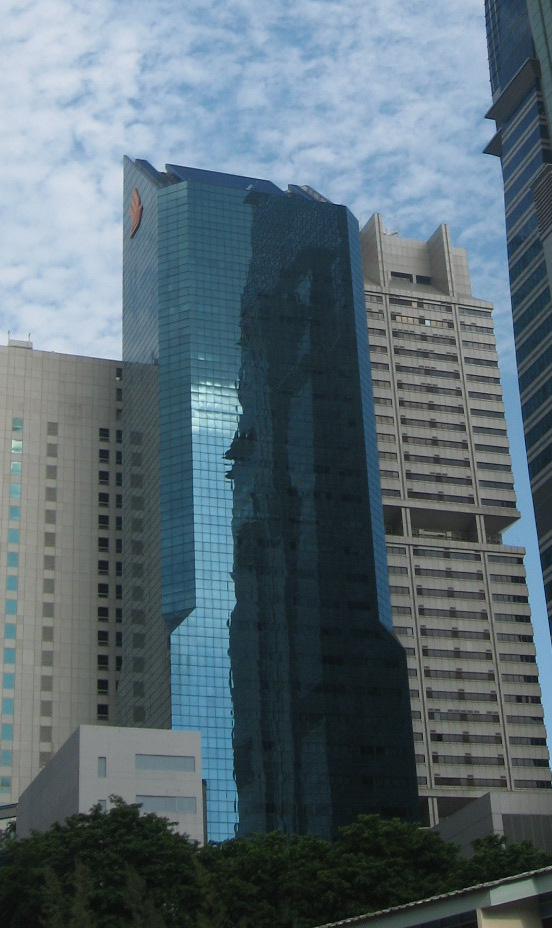
La sede di Singapore Airlines

Singapore Airlines Limited (abbreviato in SIA; in cinese 新加坡航空公司, xīnjiāpō hángkōnggōngsī, lett. "Compagnie aeree di Singapore") è la compagnia aerea di bandiera dello Stato di Singapore con una forte presenza nel Sudest asiatico e una delle maggiori utilizzatrici delle rotte tra l'Europa e l'Oceania. Opera significativamente anche su svariate rotte transpacifiche, inclusi i due voli senza scalo più lunghi del mondo, rispettivamente da Singapore a Newark e JFK.
Formata il 30 settembre 1972, la compagnia aerea ha la sua sede principale nell'Airline House ad Airline Road 25, a Singapore. L'hub principale della compagnia è l'Aeroporto Singapore-Changi. Dispone anche di una sussidiaria, Scoot, che opera nel settore dei voli low-cost. La compagnia è inoltre azionista di minoranza (per il 49%) della compagnia aerea indiana Vistara, la prima ad aver introdotto la classe Premium Economy in India nei voli domestici.
Temasek Holding è il principale azionista di SIA che detiene il 56% delle azioni, mentre il restante 44% è detenuto dal governo di Singapore.
Singapore Airlines, dal 1º aprile 2000, è membro di Star Alliance.
Considerata una delle migliori compagnie aeree del mondo, nel 2004, 2007, 2008, 2018 e 2023 è stata eletta compagnia aerea dell'anno dalla società Skytrax, che le assegna il rating massimo di 5 stelle. Icona della compagnia è la Singapore Girl, termine che identifica le assistenti di volo. Le Singapore Girl sono vestite con il tradizionale "Sarong Kebaya" e sono sovente elogiate e premiate, per esempio la vincita per 23 anni consecutivi del "World's Best Cabin Crew Service", per la loro ospitalità e servizio di bordo.
Singapore Airlines è stato cliente di lancio dell'Airbus A380, il più grande aereo passeggeri del mondo e dell'Airbus A350-900 ULR, la versione per i voli a ultra lungo raggio dell'Airbus A350 XWB; ad aprile 2025 Singapore Airlines è l'unico utilizzatore del modello.

## Storia

### Le origini
Singapore Airlines fu costituita il 1º ottobre 1972 ma le sue origini risalgono alla formazione della Malayan Airways Limited (MAL). Nel 1936 il Governo Britannico e la Imperial Airways localizzarono il trasporto aereo a Singapore e Malesia formando la MAL. Questa nuova compagnia aerea, formalmente costituita a Singapore nell'ottobre 1936, era di proprietà della Imperial Airways e della Ocean Steam Ship Company che ne coordinavano anche le operazioni aeree. Nel 1946 venne riaperto l'aeroporto di Singapore e la compagnia aerea nazionale britannica ribattezzata British Overseas Airways Corporation (BOAC) accettò di cedere il controllo della MAL a una società locale, la Singapore Straits Steamship Company.
Nel maggio del 1947, MAL iniziò i servizi di linea con due aerei Airspeed Consul, sei piloti, sei operatori radio, una dozzina di personale amministrativo e alcuni membri dell'equipaggio di terra. Un mese dopo fu aggiunto un terzo aereo. Alla fine del 1947, MAL aveva introdotto tre Douglas DC-3 nella sua flotta e, dopo un anno dal suo primo volo, la compagnia aerea trasportava 5.000 passeggeri ogni mese. Nel corso dei due anni successivi Bangkok, Yangon e Borneo furono aggiunte all'elenco delle destinazioni e furono acquistati altri tre DC-3; inoltre durante questo periodo la MAL ottenne l'adesione alla International Air Transport Association (IATA). In rapida crescita come importante centro del trasporto aereo, Singapore iniziò ad attrarre vettori affermati come Air India.
Nell'agosto 1957 la Malesia ottenne l'indipendenza dalla Gran Bretagna, comportando drammatici cambiamenti per la MAL. Il governo malese prese possesso della società e la Singapore Straits Steamship Company vendette la sua quota di partecipazione alla BOAC e alla compagnia aerea australiana Qantas. La compagnia aerea aggiunse due nuovi Vickers Viscount alla sua flotta nel 1959 e iniziò a offrire voli verso Hong Kong nel 1958. Inoltre, MAL entrò nell'era dei jet con il noleggio di un de Havilland DH.106 Comet dalla BOAC per servire le sue rotte internazionali.
Nel 1963 fu costituita la Federazione della Malesia, che comprendeva le ex colonie britanniche di Singapore, Sarawak e Sabah. La compagnia aerea fu ribattezzata Malaysian Airways Limited. Nel 1965 Singapore raggiunse la sua indipendenza dalla Malesia e, nel 1966, i governi di Malesia e Singapore acquisirono il controllo congiunto della maggioranza della compagnia aerea, ribattezzandola Malesia-Singapore Airlines (MSA). Il 1968 fu segnato dall'apertura di un nuovo quartier generale di 16 piani a Singapore, l'inizio dei voli verso Tokyo e l'acquisto di tre Boeing 707 e cinque Boeing 737. Nel 1971 furono inaugurate le prime rotte transcontinentali verso Londra, Roma, Francoforte e Sydney.

### La fondazione
Nell'aprile 1970 la Malesia annunciò di voler istituire il proprio vettore nazionale per voli nazionali e internazionali, con il conseguente scioglimento di MSA. Dallo scioglimento della compagnia, Singapore ricevette tutti i Boeing, gli edifici a Singapore e gli uffici all'estero; mentre la Malesia ottenne tutti gli altri aeromobili rimanenti, gli edifici all'interno del territorio malese e una somma in contanti per colmare la differenza. Così nel 1972 fu costituita la Singapore Airlines Limited (conosciuta anche come SIA). Nello stesso anno Singapore Airlines acquistò il suo primo Boeing 747. Al fine di espandere il proprio brand a livello mondiale, la Singapore Airlines mise a punto una strategia di marketing per sottolineare l'impegno nel fornire comfort e servizi ai propri passeggeri. Nacquero così le Singapore Girls, ovvero le hostess della compagnia, che indossavano i tipici sarong orientali, riconosciute da tutti per il loro servizio cordiale ed efficiente. Nel 1977, la British Airways e la Singapore Airlines condivisero i voli del Concorde tra Londra e Singapore. L'aereo impiegato, il modello G-BOAD, venne ridipinto nella livrea della Singapore Airlines nel lato sinistro e nella livrea della linea aerea britannica nel lato destro. Questa linea venne annullata dopo tre voli a causa delle lamentele sui livelli di rumore avanzate dal governo della Malaysia. Una nuova rotta avrebbe potuto evitare lo spazio aereo della Malesia, ma una disputa con l'India impediva al Concorde di raggiungere la velocità supersonica nello spazio aereo indiano, cosicché la rotta venne infine dichiarata non praticabile e interrotta nel 1980.

### Anni '80 e '90
All'inizio degli anni '80 SIA continuò ad espandere i suoi servizi negli Stati Uniti. Così per sostenere l'aumento dei passeggeri SIA acquistò sette Airbus A310 e intraprese nuovi accordi commerciali con la Boeing per l'acquisto di venti nuovissimi Boeing 747-400.
Nel 1987, il governo di Singapore, che deteneva il 73% di SIA, cedette parte della sua partecipazione alla borsa di Singapore, offrendo agli stranieri l'opportunità di possedere fino al 20% di azioni della compagnia aerea.
Nel febbraio 1989 nasce Tradewinds, la prima sussidiaria interamente controllata da Singapore Airlines, successivamente rinominata SilkAir.
Negli anni '90 la SIA decise di espandersi in Africa, inaugurando i primi voli per Johannesburg, Città del Capo e Durban.
Nel 1998, le continue pressioni da parte della concorrenza, indussero SIA a un costoso restyling della propria flotta. Fu così introdotto il CMIS, ovvero il primo sistema di intrattenimento offerto ai passeggeri in ogni posto. Il CMIS offriva ai passeggeri uno schermo da sei pollici con una scelta di sei film, oltre a videogiochi, telefoni, ecc.
Pochi mesi dopo, nel 1999, viene lanciato KrisFlyer, il programma frequent flyer di SIA. I passeggeri di tutte le classi hanno l'opportunità di accumulare miglia Krisflyer che possono essere riscattati per ricevere numerosi premi a scelta.

### Anni 2000
Nel 2003 SIA riceve cinque Airbus A340-500 con il quale avvia i due voli non-stop più lunghi della storia dell'aviazione, Singapore-Newark e Singapore-Los Angeles. Il volo da Singapore a Newark detiene il record per il volo commerciale di linea più lungo, con un tempo di volo di circa 18 ore a tratta.
Il 15 ottobre 2007, Singapore Airlines riceve il primo Airbus A380, risultando essere la prima compagnia aerea ad ottenere questo nuovo aeromobile.
A maggio 2011, Singapore Airlines comunica l'intenzione di creare una compagnia aerea a basso costo per il mercato a lungo raggio. Il 1º novembre 2011 viene ufficialmente fondata la Scoot, data nel quale viene anche comunicato il nome e lanciato il sito internet.
Il 6 aprile 2012, Singapore Airlines ritirò gli ultimi Boeing 747 dalla sua flotta dopo 40 anni di servizio. Un volo commemorativo finale di andata e ritorno è stato operato da Singapore a Hong Kong.
Il 2 marzo 2013 SIA riceve il primo Airbus A350-900 XWB, risultando essere il cliente di lancio di questo nuovo modello.
Sempre nel 2013, nasce, da una joint venture tra Singapore Airlines e Tata Sons, una nuova compagnia aerea denominata Vistara.
Nel 2020, a causa della pandemia Covid-19, Singapore Airlines ha trasportato 457.135 passeggeri, con una decrescita annua del 97,8%.

## Cabina

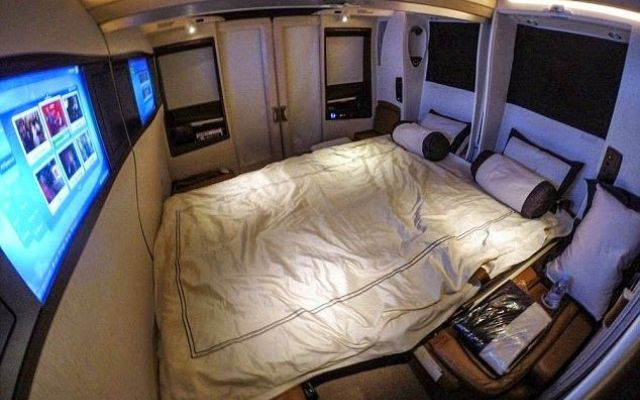
La vecchia Suites della Singapore Airlines a bordo dell'Airbus A380.

Gli aerei della Singapore Airlines operano con una configurazione di cabina a cinque classi: Economy, Premium Economy, Business, First e Suites.

### Suites
Introdotte nel novembre 2017, le nuove Suites della Singapore Airlines sono disponibili esclusivamente sugli Airbus A380. Disposti in configurazione 1-1, le suites, prodotte da Zodiac Aerospace, sono composte da pareti e porte scorrevoli. La suite stessa è composta da un sedile autoportante e da un letto piatto separato da 76 pollici (193 cm), oltre ad un TV LCD touchscreen da 32" (81 cm), montato sulla parete laterale. Il sedile in pelle, prodotto da Poltrona Frau in Italia, è in grado di inclinarsi di 45 gradi e ruotare di 360 gradi. Le prime due suite su entrambi i lati del velivolo possono formare un letto matrimoniale abbassando il divisore della privacy. Altre caratteristiche includono un tablet touchscreen wireless situato sulla credenza per il controllo dell'illuminazione, delle tapparelle e per le chiamate di servizio, un kit di prodotti personali Lalique, un armadio personale integrato e uno spazio di archiviazione per borse, una presa di corrente e una porta USB tutto in un unico pannello.

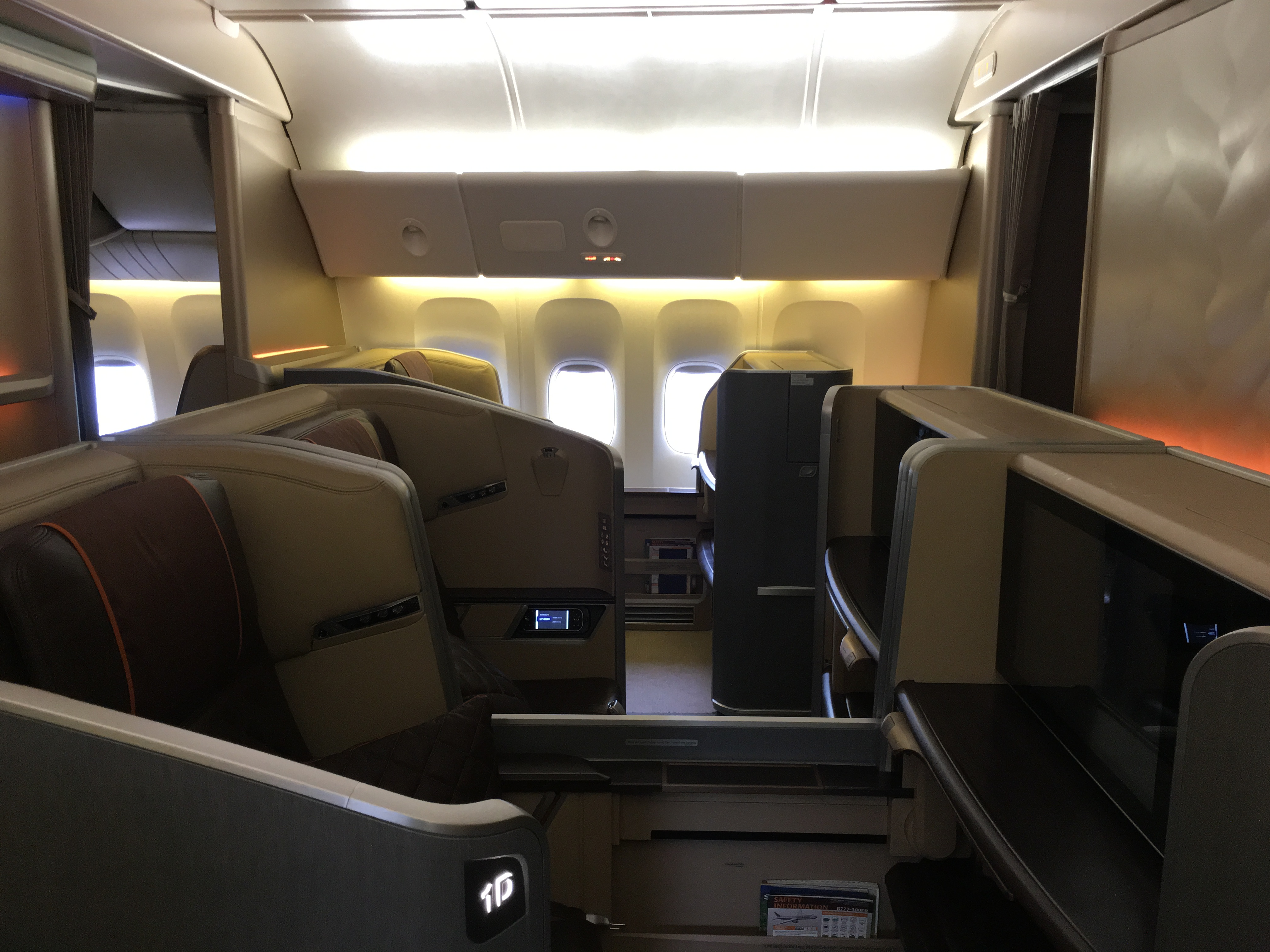
La First Class di Singapore Airlines a bordo del Boeing 777-300ER.

### First
La First Class di Singapore Airlines è disponibile sui Boeing 777-300 in una configurazione 1-2-1. Progettata da James Park Associates, presenta un sedile largo 84 cm (35 pollici) rivestito in pelle e mogano e uno schermo LCD da 23" (58 cm). I sedili si trasformano in un letto completamente piano da 203 cm (80 pollici) completo di lenzuola, piumone e cuscini oltre ad un kit di accessori firmato Ferragamo.
Nel 2013, Singapore Airlines, in collaborazione con due studi di progettazione, James Park Associates e DesignworksUSA, ha presentato la nuova First Class che sarà disponibile sui Boeing 777-300ER. Le nuove caratteristiche introdotte includono dei divisori più lunghi per maggiore privacy, un sistema di illuminazione regolabile del sedile ed un nuovo schermo LCD HD da 24" (61 cm).
La First Class di Singapore Airlines, nel 2019, è stata votata come "World's Best First Class" da Skytrax.

### Business
La Business Class era precedentemente nota come Raffles Class fino al 2006. La Business Class a lungo raggio è disponibile sugli Airbus A380 e sui Boeing 777-200ER con una configurazione 1-2-1. La poltrona, larga 86 cm (34 pollici), è trasformabile in un letto completamente orizzontale. Inoltre i sedili dispongono di uno schermo da 15,4" (39 cm) e due prese USB.
La Business Class Regionale, introdotta nel 2013, è disponibile su tutti gli Airbus A330-300 e sui Boeing 777-300 in una configurazione 2-2-2. Il sedile a
guscio, rivestito in cuoio, è largo 62 cm (24,5 pollici) con un'inclinazione massima di 172 gradi, cosa che permette di trasformarlo in un letto quasi piatto di 188 cm (74 pollici). Inoltre il sedile, presenta, la possibilità di disporre dei pannelli divisori per una maggiore privacy, oltre ad una presa USB sul bracciolo e uno schermo LCD da 15,4" (39 cm). Skytrax, nel 2016, ha premiato la Business Class di Singapore Airlines come "Best Business Class Airline Seat".

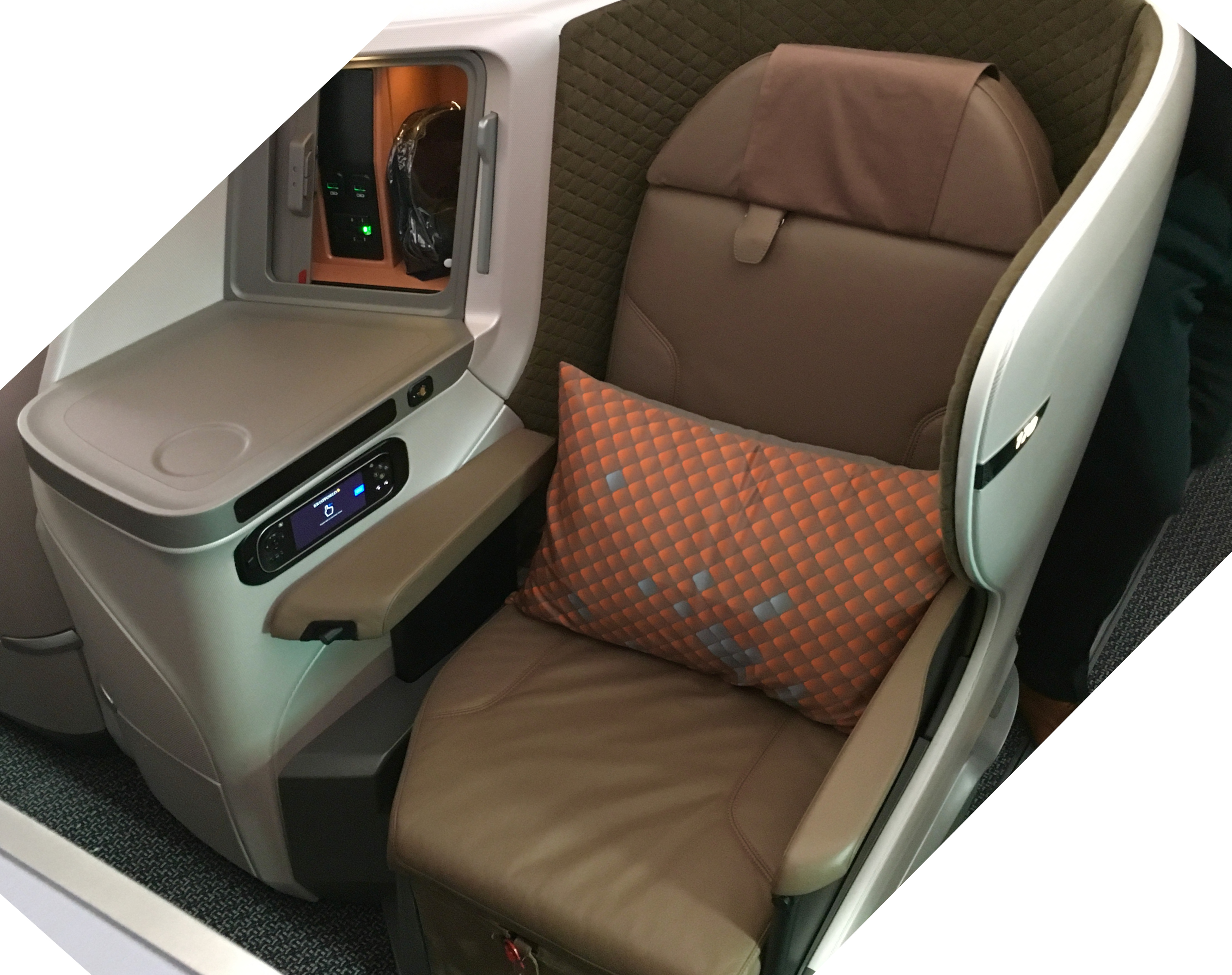
Un posto in Business Class a bordo di un Boeing 787-10.

La nuova Business Class a lungo raggio, introdotta nel 2013, è disponibile sui Boeing 777-300ER e sugli Airbus A350-900 con una disposizione 1-2-1. Le nuove poltrone, che offrono due posizioni di seduta, la Lazy Z e la Sundeck, sono cucite a mano in cuoio scozzese con ricamo in diamante. Largo 71 cm (28 pollici), il sedile è trasformabile in un letto completamente piatto da 198 cm (78 pollici) ed è dotato di un armadietto laterale, di prese HDMI e USB e da uno schermo LCD HD da 18" (45,7 cm).
Nel novembre 2017, viene presentata la nuova Business Class disponibile a bordo degli Airbus A380. I nuovi sedili rivestiti in pelle, progettati da JPA Design, sono prodotti da Poltrone Frau in Italia. Tra le nuove caratteristiche disponibile vi è un maggiore spazio di archiviazione per riporre il proprio bagaglio a mano, un nuovo sistema di luci da lettura, un monitor touchscreen HD da 18" (45,70 cm), un lettore NFC per pagamenti tramite contactless e un kit di accessori firmato Penhaligon.
A marzo 2018, Singapore Airlines presenta la nuova Business Class Regionale disponibile sui nuovissimi Boeing 787-10 e sui nuovi Airbus A350-900 in configurazione 1-2-1. I nuovi sedili, prodotti da Stelia Aerospace, misurano 66 cm (26 pollici) di lunghezza e sono trasformabili in un letto completamente piano lungo 190 cm (76 pollici). Tra le nuove caratteristiche presenti vi è un piccolo armadio dove riporre i vari accessori, un pannello di controllo per l'illuminazione e la posizione del sedile e un nuovo monitor touchscreen HD da 18" (45,70 cm).

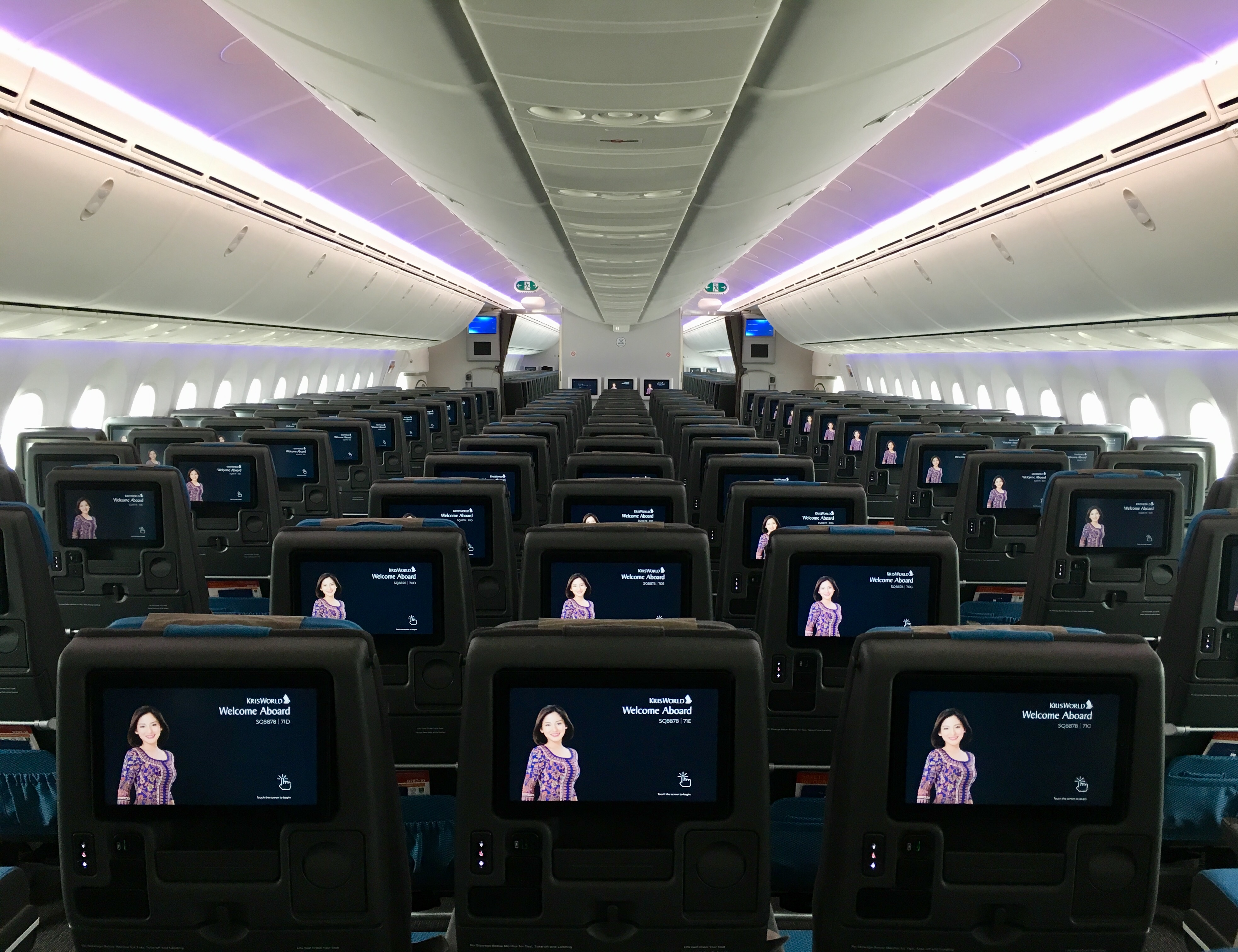
L'Economy Class di Singapore Airlines a bordo di un Boeing 787-10.

### Premium Economy
Presentata ad agosto 2015, la nuova Premium Economy disposta in configurazione 2-4-2 è disponibile sugli Airbus A380, Airbus A350-900 e sui Boeing 777-300ER. Le nuove sedute, prodotte da Zim Flugsitz, sono larghe 48 cm (19,5 pollici) e possono essere reclinate di 20 cm (8 pollici), offrendo con il poggiapiedi in dotazione una comoda seduta. I sedili comprendono anche delle tasche portaoggetti, prese USB e uno schermo touchscreen LCD HD da 13,3" (33,7 cm).

### Economy
La nuova Economy Class di Singapore Airlines, introdotta nel 2013, è disponibile su tutti i velivoli ad eccezione dell'Airbus A350-900ULR. I nuovi sedili ergonomici, larghi 47 cm (18,5 pollici), offrono maggiore spazio per le gambe, dei poggiapiedi regolabili, uno spazio portaoggetti aggiuntivo, una presa USB e uno schermo touchscreen da 11,1" (28 cm).

## Servizi

### Assistenza a terra

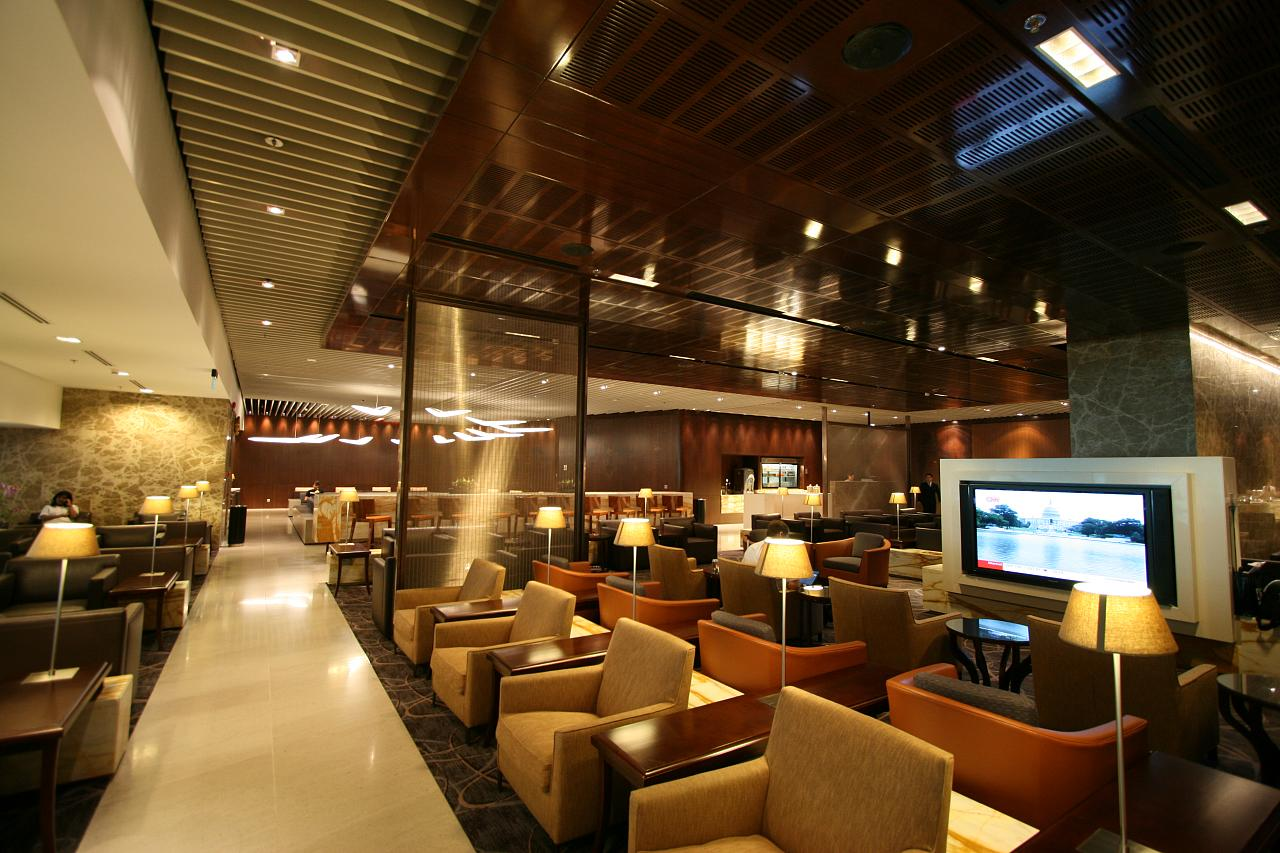
La SilverKris Lounge nel Terminal 3 dell'Aeroporto di Singapore-Changi.

La Singapore Airlines offre ai propri passeggeri numerosi servizi già prima del volo. Infatti, nel modernissimo Aeroporto di Singapore-Changi, è possibile fare shopping all'interno delle boutique dei brand più famosi, usufruire di connettività internet presso gli appositi chioschi, guardare film nelle sale cinema aperte 24 ore su 24, esplorare i giardini a tema dell'aeroporto o godere di rilassanti massaggi e trattamenti nelle sale di transito dell'aeroporto. Inoltre nei Terminal 1 e 2 dell'Aeroporto di Singapore-Changi è possibile usufruire nel nuovo servizio di accoglienza personalizzato chiamato "Meet and Greet".
Singapore Airlines offre ai propri passeggeri comfort ai massimi livelli all'interno delle eleganti lounge aeroportuali. Le SilverKris Lounge, riservate ai membri KrisFlyer Elite Silver, e le KrisFlyer Gold Lounge, riservate ai membri KrisFlyer Elite Gold, mettono a disposizione dei loro clienti un servizio bar riservato, cibi e bevande a scelta, bagni privati, sale riunioni e TV.
Nel 2012, Singapore Airlines lancia la sua applicazione per dispositivi iOS e Android, che integra tra le sue funzioni la possibilità per i passeggeri di effettuare il check-in più velocemente.

### Intrattenimento in volo
KrisWorld è il sistema di intrattenimento in volo di Singapore Airlines. L'ultima versione, introdotta nel 2012, nasce da un accordo con Panasonic Avionics, che fornirà i recentissimi Panasonic eX3. Il nuovo sistema eX3 include uno schermo più grande con una risoluzione più elevata, controller touchscreen di grandi dimensioni, nuovo software e, soprattutto, Wi-Fi in volo.
KrisWorld offre ai passeggeri un'ampia scelta di contenuti Audio/Video on Demand (AVOD), con più di 1.800 opzioni tra film, programma Tv, musica, giochi e app. Inoltre, grazie alla collaborazione con SITAONAIR e Panasonic, è possibile usufruire di connettività internet a bordo di aeromobili selezionati (Airbus A380, Airbus A350-900, Boeing 777-300ER e Boeing 787-10). Su ogni aeromobile è possibile inoltre scaricare la rivista di bordo KrisWorld.

### Pasti a bordo

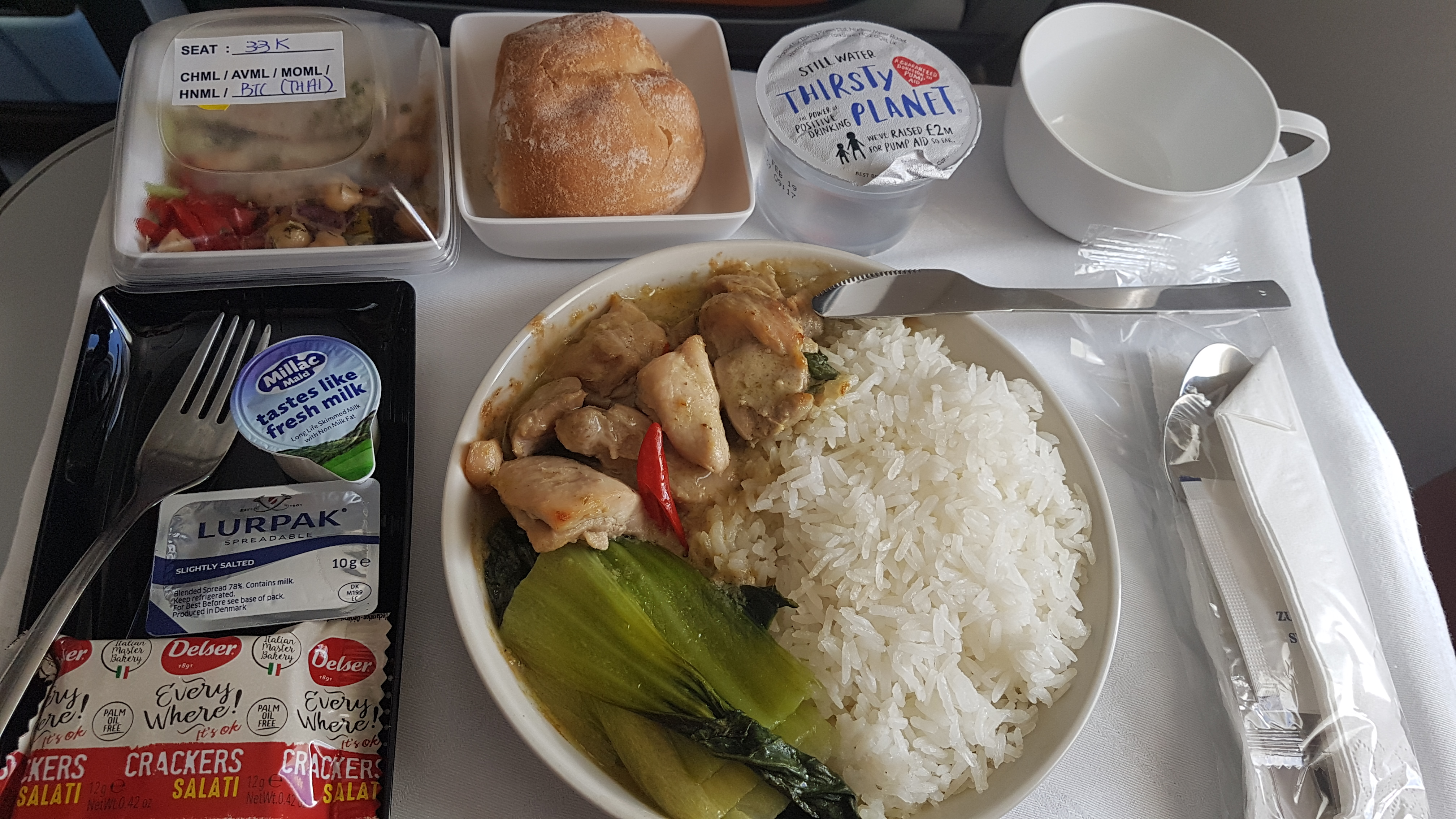
Un pasto servito in Economy Class della Singapore Airlines.

Singapore Airlines offre una vasta gamma di opzioni alimentari su ogni volo. Piatti regionali, come il Kyo-Kaiseki , Shi Quan Shi Mei e Shahi Thali sono disponibili per passeggeri di prima classe sui voli per il Giappone, la Cina e l'India. Inoltre, Singapore Airlines ha anche introdotto il programma culinario "Popular Local Fare", che offre specialità locali ai passeggeri di tutte le classi che volano da destinazioni selezionate. I piatti presenti in questo programma includono piatti come il Teochew porridge, Bak Chor Mee, Hainanese Chicken Rice, Satay (spiedini di carne) etc.
I passeggeri in Suite, First, Business e Premium Economy class possono usufruire del servizio "Book the Cook". Tale servizio consente ai passeggeri di personalizzare il proprio menù 24 ore prima del volo. Invece, ai passeggeri in Economy vengono offerti generalmente due pasti sui voli a lungo raggio, che includono cibi caldi e bevande alcoliche e analcoliche a scelta.

### Programma fedeltà
Singapore Airlines ha due programmi fedeltà: il KrisFlyer e il PPS Club.

#### PPS Club
Il PPS Club è un programma fedeltà esclusivo dedicato ai clienti di Singapore Airlines che viaggiano in Suites, First Class e Business Class. Per rinnovare l'iscrizione annuale al PPS Club i membri devono accumulare almeno 25.000 SGD per 12 mesi consecutivi. I membri del PPS Club godono di numerosissimi vantaggi extra come l'accesso esclusivo a più di 1000 lounge in tutto il mondo, una franchigia extra per il bagaglio, lo status di Star Alliance Gold e il check-in prioritario in aeroporto. Inoltre tutti i membri del PPS Club vengono automaticamente iscritti a KrisFlyer.

#### KrisFlyer
KrisFlyer è il programma frequent flyer destinato a tutti i clienti di Singapore Airlines. Il programma è diviso in 3 livelli, KrisFlyer (livello base), KrysFlyer Elite Silver e KrisFlyer Elite Gold, e consente di accumulare miglia tramite voli, acquisti online sul sito della compagnia e usufruendo dei servizi offerti da oltre 200 partner commerciali di terra. Dopo l'iscrizione è possibile scaricare la propria carta digitale attraverso l'app di Singapore Airlines, che permette inoltre di convertire le miglia guadagnate per riscattare vantaggiosi premi come biglietti aerei omaggio, l'upgrade delle classi di viaggio e soggiorni premio in hotel convenzionati.

## Destinazioni

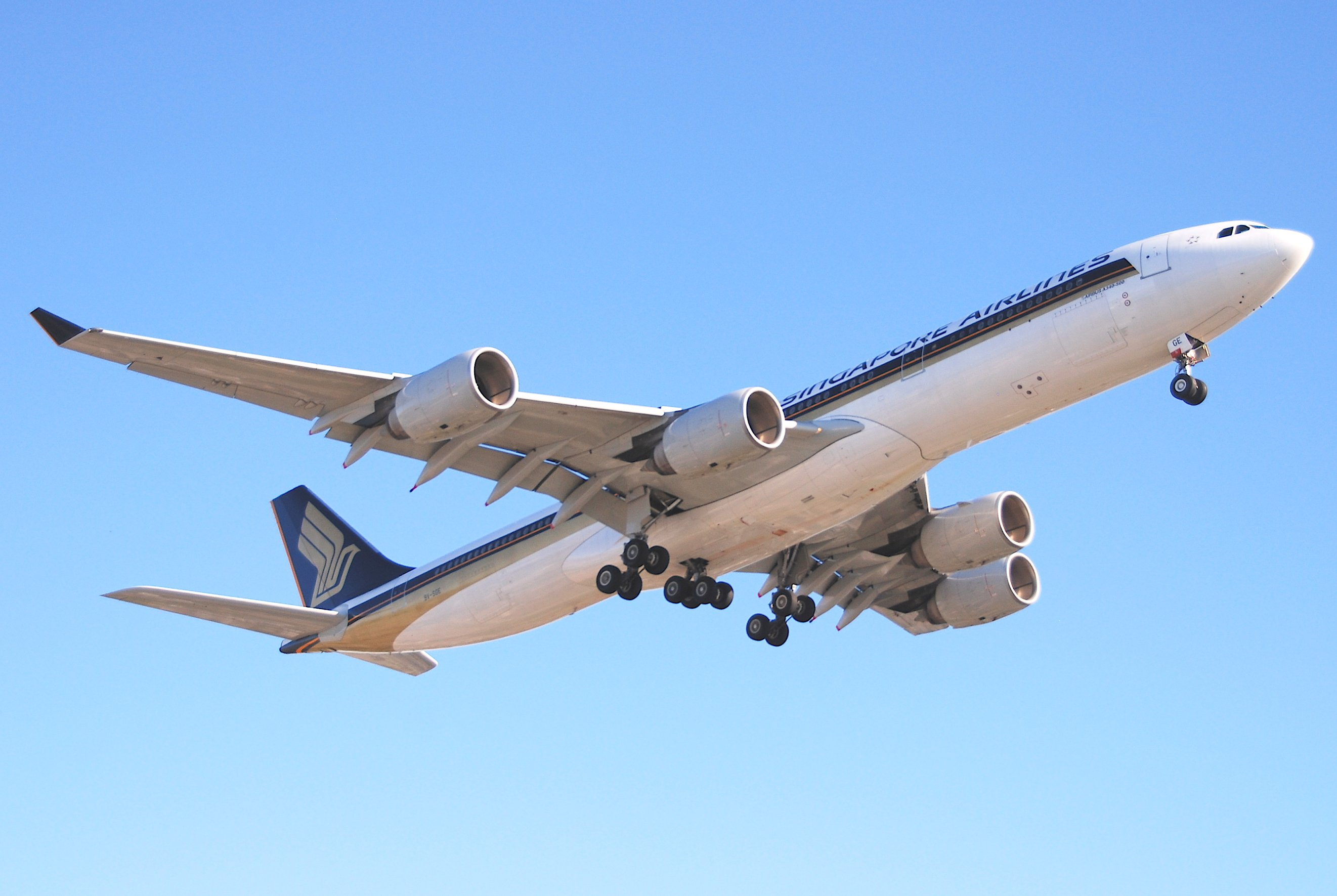
Le rotte più lunghe erano in precedenza operate dagli Airbus A340-500.

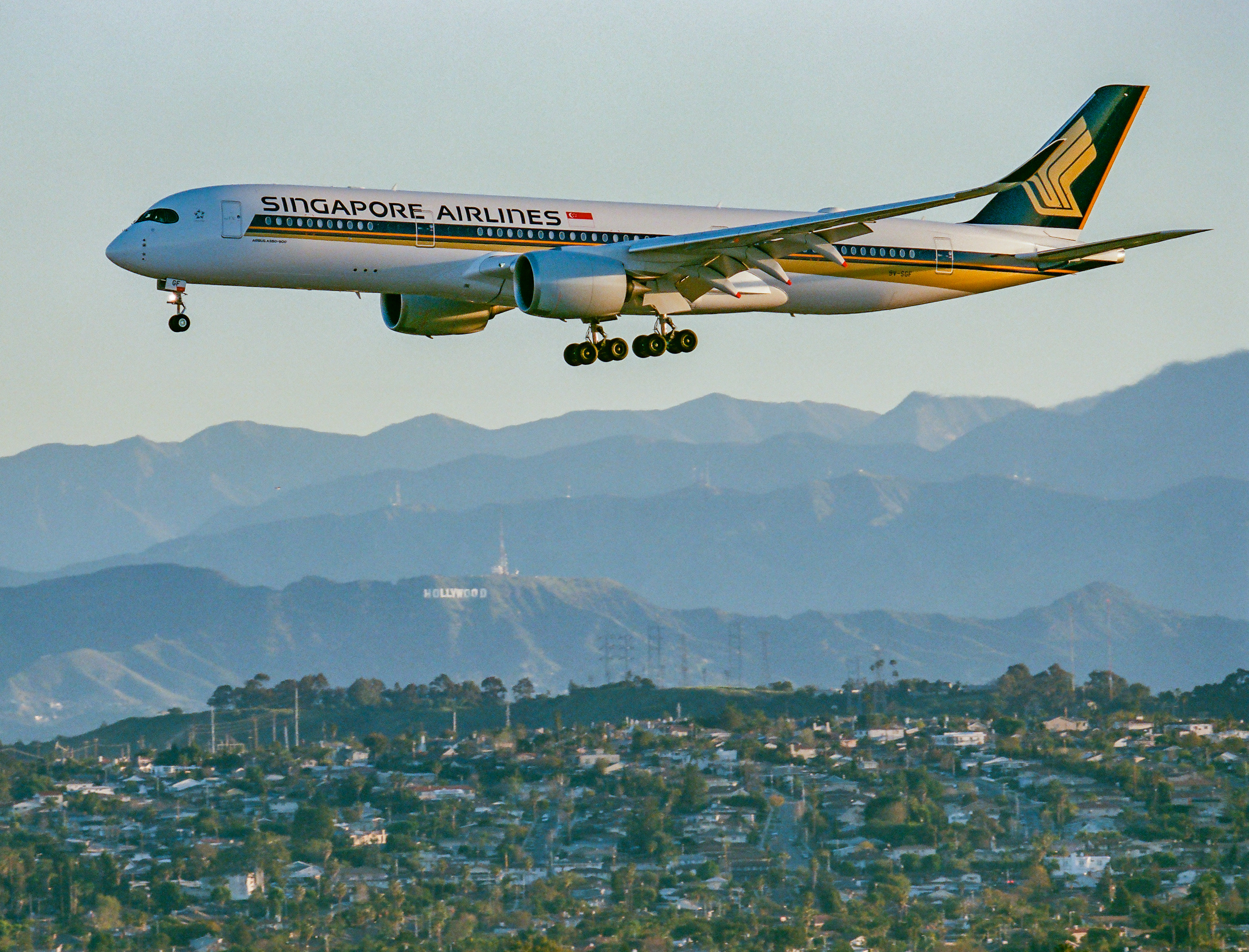
Gli Airbus A350-900ULR hanno sostituito gli A340-500 sulle rotte più lunghe della compagnia.

Singapore Airlines vola verso più di 100 destinazioni in più di 30 paesi in cinque continenti dal suo hub principale a Singapore.
Dopo la crisi finanziaria asiatica del 1997, Singapore Airlines ha interrotto le sue rotte per Kagoshima, Berlino, Darwin, Cairns, la compagnia ha cessato i voli per Bruxelles, Las Vegas, Chicago, Hiroshima, Kaohsiung, Mauritius, Vienna, Madrid, Shenzhen e Surabaya. Singapore Airlines ha interrotto i voli per Vancouver e Amritsar nel 2009 e San Paolo nel 2016.
Singapore Airlines ha operato due dei voli più lunghi al mondo, entrambi dei diretti da Singapore a Los Angeles e Newark con gli Airbus A340-500. Tutti gli A340-500 sono stati gradualmente ritirati nel 2013 e i voli diretti per entrambe le destinazioni sono terminati. Il servizio diretto per Los Angeles è stato interrotto il 20 ottobre 2013 (la compagnia aerea continua a servire Los Angeles da Singapore via Tokyo-Narita), e il servizio diretto per Newark è stato interrotto il 23 novembre 2013 a favore di un volo Singapore-New York via Francoforte.
Dal 23 ottobre 2016, la compagnia ha ripreso i voli non-stop da Singapore agli Stati Uniti, a partire da San Francisco. La rotta è operata dagli Airbus A350-900 e comprende le classi Business, Premium Economy ed Economy. A ciò è seguita la ripresa dei voli non-stop per Newark e Los Angeles rispettivamente dall'11 ottobre 2018 e dal 2 novembre 2018, con la consegna degli Airbus A350-900ULR, consentendo alla compagnia aerea di operare nuovamente due dei voli non-stop più lunghi del mondo.
Singapore Airlines ha anche operato voli tra Singapore e Wellington via Canberra fino a maggio 2018, quando lo scalo intermedio è stato cambiato a Melbourne. Questo percorso era noto come Capital Express.
La compagnia aerea ha un ruolo chiave sulla Kangaroo Route. Ha operato l'11% di tutto il traffico internazionale in entrata e in uscita dall'Australia nel mese terminato a marzo 2008. Sei destinazioni a testa sono servite in India e Australia, più che altrove.
Singapore Airlines ha approfittato degli accordi bilaterali liberali tra Singapore e Thailandia e con gli Emirati Arabi Uniti per offrire più collegamenti successivi rispettivamente da Bangkok e Dubai.
AirAsia, una compagnia aerea a basso costo con sede in Malaysia, ha accusato Singapore Airlines di doppi standard, quando ha affermato che il governo di Singapore ha tentato di tenerla fuori dal mercato di Singapore, sebbene non ci sia stata alcuna parola ufficiale che Singapore Airlines abbia si fosse opposta all'ingresso di AirAsia. Singapore Airlines ha invece accolto con favore l'apertura della rotta Singapore-Kuala Lumpur che ha dominato insieme a Malaysia Airlines per oltre tre decenni, rappresentando circa l'85% degli oltre 200 allora operati.
Il 14 ottobre 2015, Singapore Airlines ha annunciato l'intenzione di riprendere il volo non-stop più lungo del mondo tra Singapore e Newark, una rotta di 15 300 chilometri (8 300 nmi) di 19 ore che aveva abbandonato nel 2013. La compagnia ha ri-aggiunto la rotta alla propria rete in seguito all'acquisizione del nuovo Airbus A350-900ULR (Ultra Long Range) il 18 ottobre 2018, ma è stata nuovamente sospesa nel 2020 a causa della pandemia di COVID-19. Il 9 novembre 2020, SIA ha rilanciato i voli diretti tra l'aeroporto Changi e New York, questa volta verso l'aeroporto Internazionale John F. Kennedy, tre volte a settimana.

### Accordi commerciali

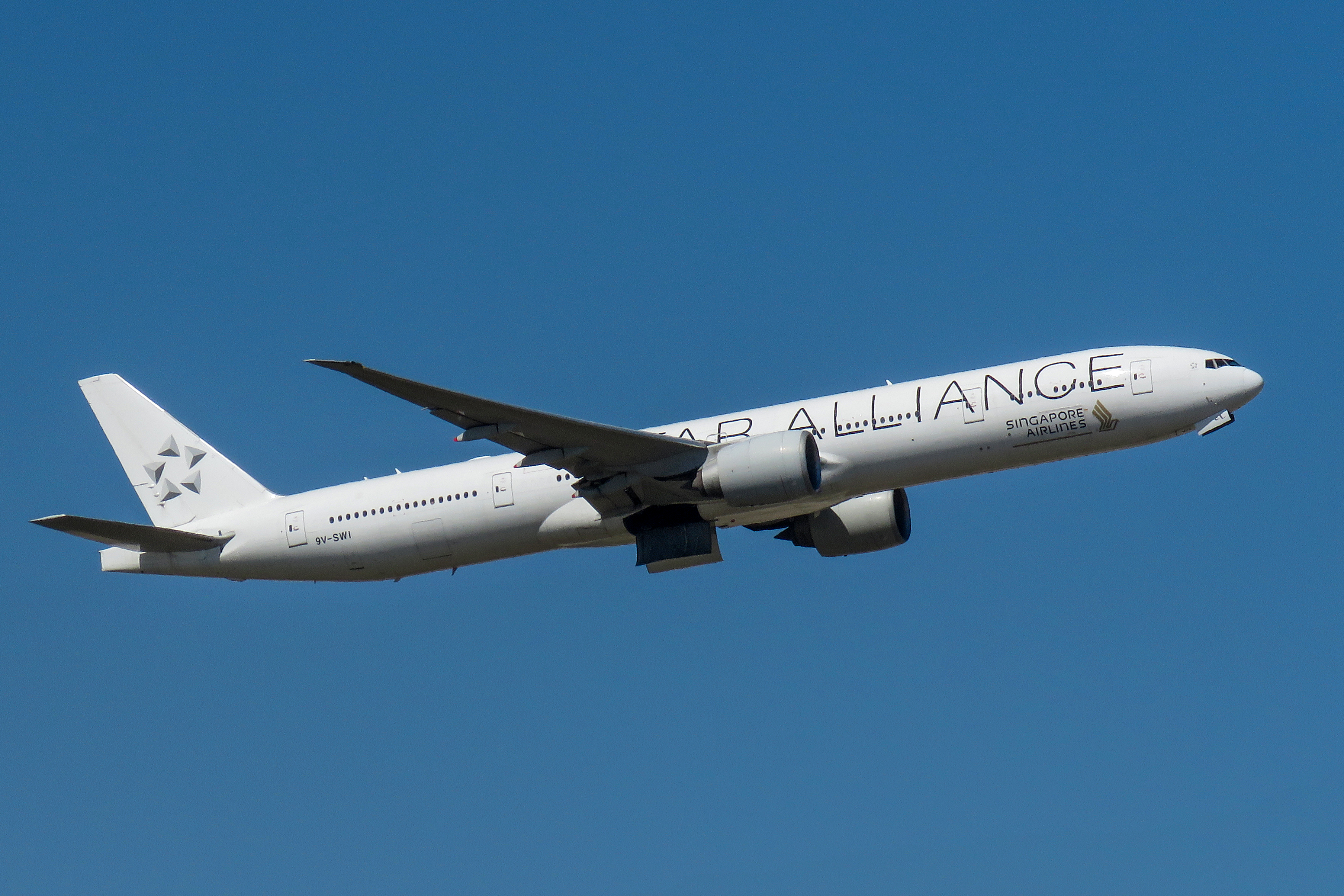
Un Boeing 777-300ER di Singapore Airlines in livrea Star Alliance.

Al 2022 Singapore Airlines ha accordi di code-share con le seguenti compagnie:
- Aegean Airlines
- Air Canada
- Air China
- Air France
- Air New Zealand
- Alaska Airlines
- All Nippon Airways
- Asiana Airlines
- Avianca
- Brussels Airlines
- Croatia Airlines
- EgyptAir
- Ethiopian Airlines
- Eurowings
- EVA Air
- Fiji Airways
- Garuda Indonesia
- JetBlue Airways
- LOT Polish Airlines
- Lufthansa
- Malaysia Airlines
- SAS
- Scoot
- Shenzhen Airlines
- South African Airways
- Swiss International Air Lines
- TAP Air Portugal
- Turkish Airlines
- United Airlines
- Virgin Atlantic Airways
- Virgin Australia
- Vistara

### Alleanze
Nel aprile 2000 Singapore Airlines è entrata a far parte di Star Alliance.

## Flotta

### Flotta attuale

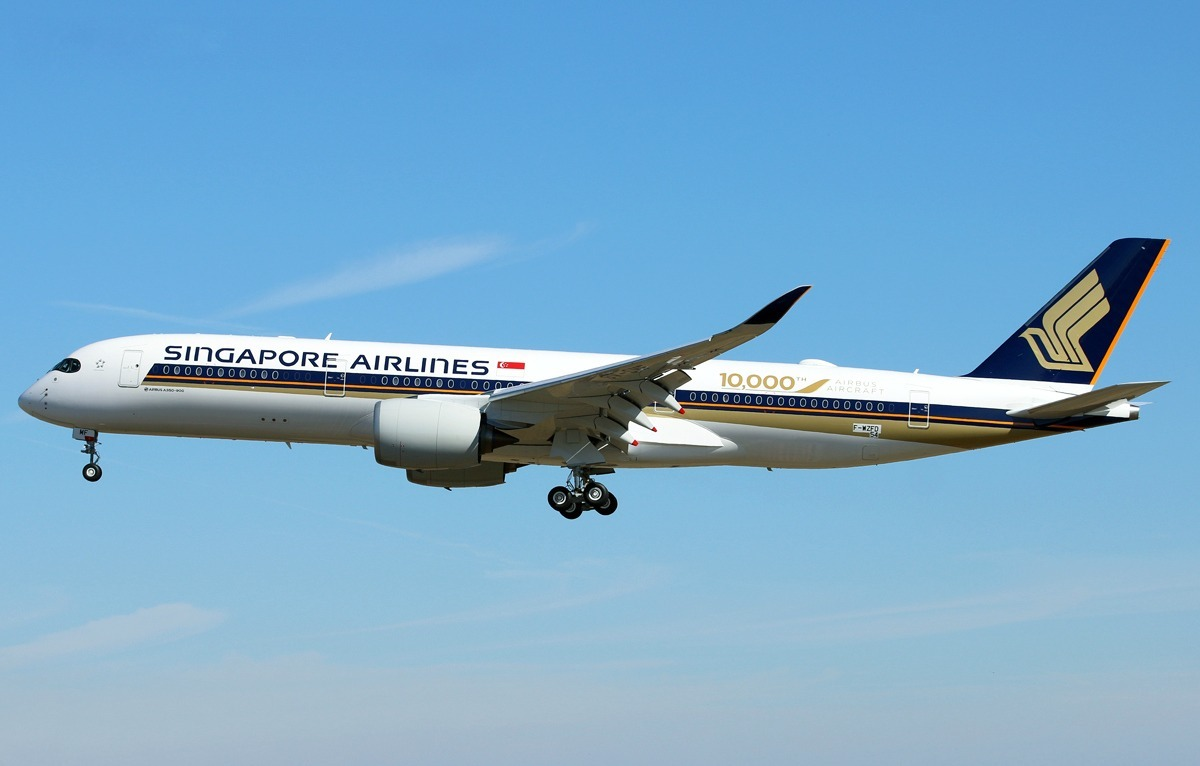
Un Airbus A350-900 in livrea 10,000 Airbus Aircraft.

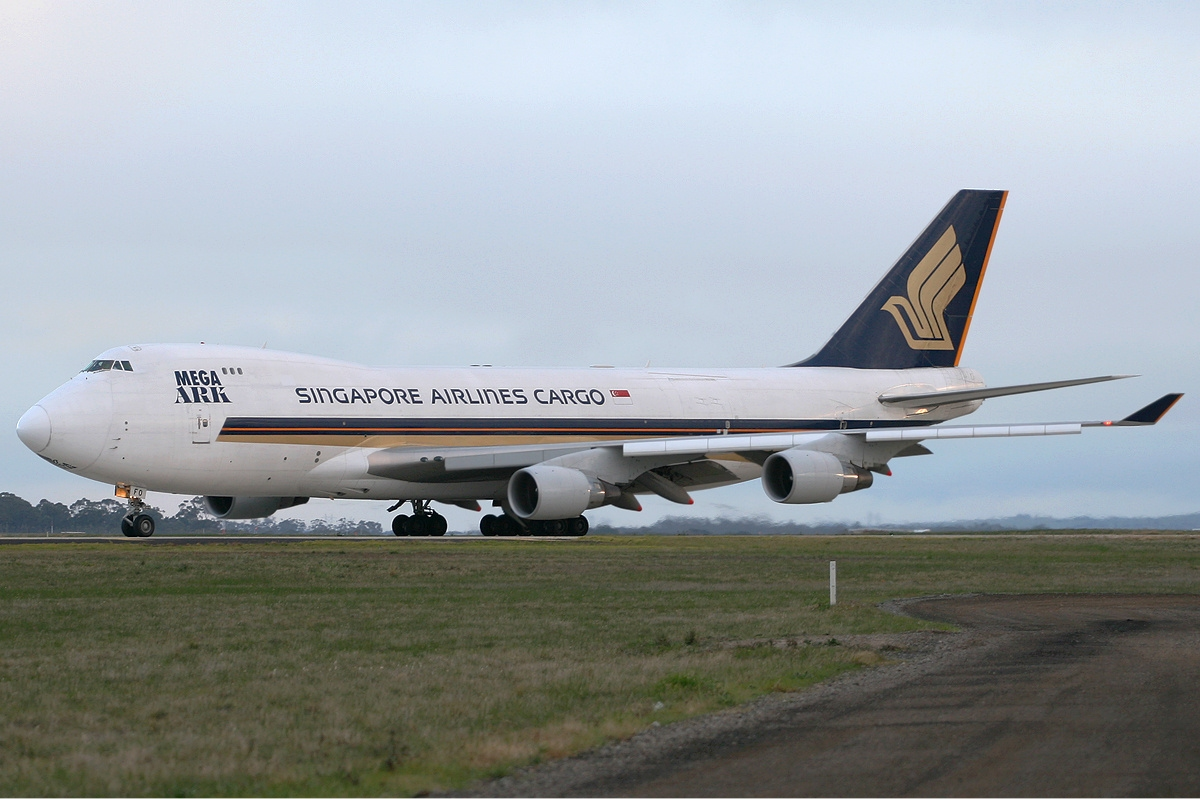
Un Boeing 747-400F.

Ad aprile 2025 la flotta di Singapore Airlines è composta dai seguenti aeromobili:

### Gli aerei

#### Airbus A330

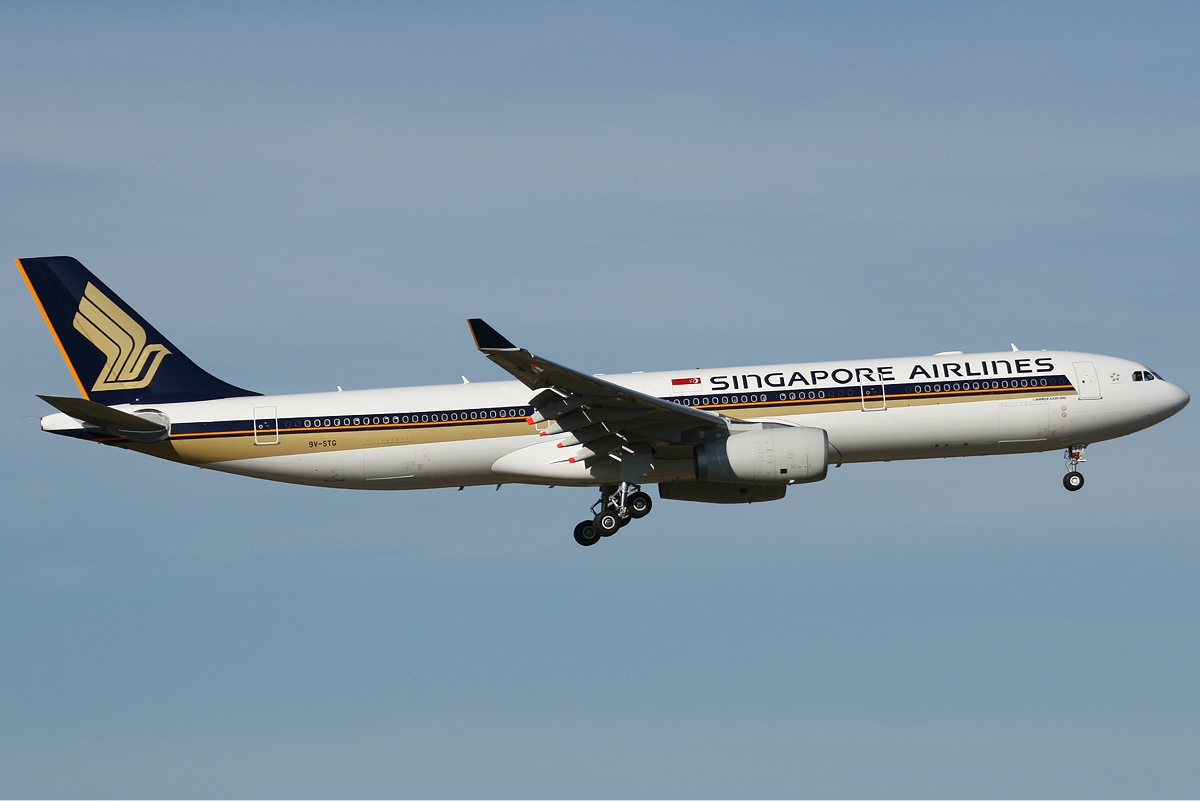
Un Airbus A330-300.

Nel gennaio 2009, Singapore Airlines ha ricevuto il primo di un lotto iniziale di 19 Airbus A330 in leasing. L'aereo era equipaggiato con le ultime offerte di cabine della compagnia in un layout a due classi, con 30 posti in Business Class e 255 in Economy Class. Questi aerei erano destinati a supportare le esigenze di capacità del vettore fino alla consegna degli Airbus A350 e Boeing 787, sostituendo i suoi Boeing 777 più vecchi. Utilizzati principalmente sulle rotte regionali e di medio raggio, Brisbane è stata la destinazione inaugurale dell'A330 il 30 marzo 2009. Nel 2011 la compagnia aerea si è impegnata a noleggiare altri 15 aeromobili.
Nel gennaio 2016, la compagnia ha confermato la sua intenzione di sostituire tutti gli A330 con gli A350 in una configurazione a medio raggio. Il 15 maggio 2020 è stato annunciato che i restanti A330 sarebbero stati completamente ritirati entro il 2021.

#### Airbus A350

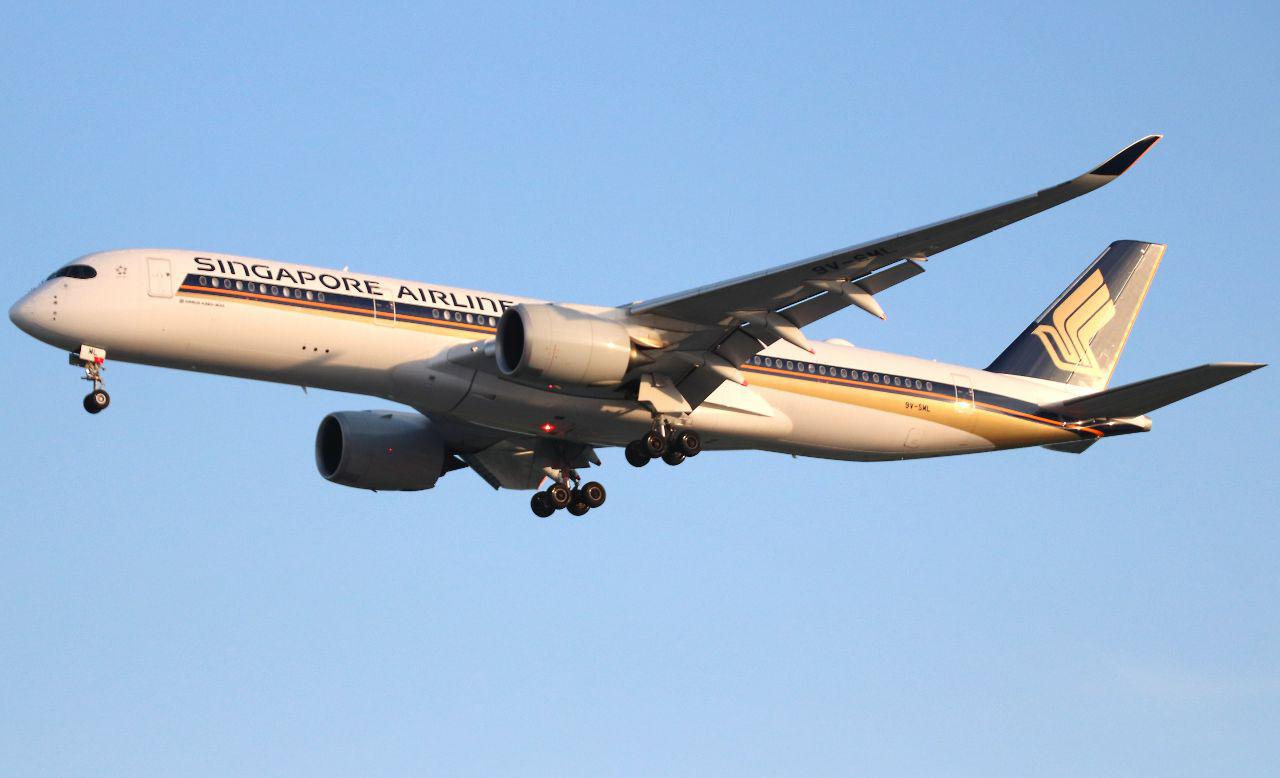
Un Airbus A350-900.

Singapore Airlines ha effettuato un ordine per trenta Airbus A350-900 nel 2006, con altri trenta ordinati nel 2013. La compagnia ha preso in consegna il primo esemplare nel febbraio 2016 e ha iniziato a utilizzarlo su servizi regolari il 9 maggio 2016.
Il 13 ottobre 2015, Singapore Airlines ha annunciato di aver effettuato ordini per sette Airbus A350-900ULR (Ultra Long Range), che hanno permesso poi il ritorno di voli non-stop da Singapore a New York e Los Angeles. Il primo A350-900ULR è stato consegnato a Singapore Airlines nel terzo trimestre del 2018, consentendo ai voli non-stop per New York (Newark Liberty International Airport nel New Jersey) di iniziare l'11 ottobre 2018, per Los Angeles dal 2 novembre 2018 e un nuovo servizio per Seattle da settembre 2019.
Una lettera di intenti per 7 A350F (più 5 come opzioni) è stata resa pubblica il 15 dicembre 2021, con consegne previste per il quarto trimestre del 2025.

#### Airbus A380

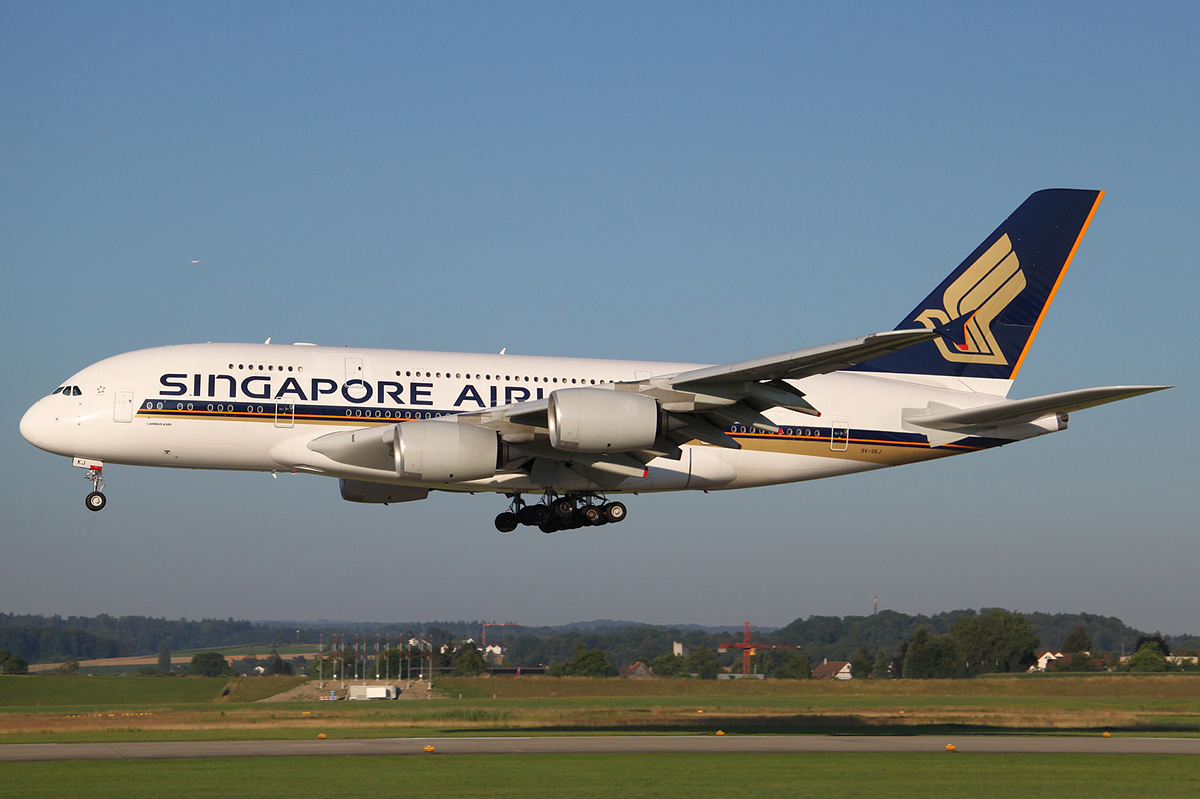
Un Airbus A380.

Singapore Airlines è diventata la prima compagnia aerea a operare l'Airbus A380-800 il 25 ottobre 2007, dopo una serie di ritardi. La compagnia ha effettuato ordini per 19 A380 con sei opzioni. Il primo volo è stato un viaggio di ritorno da Singapore a Sydney, con la designazione "volo 380" per indicare il primo volo commerciale dell'A380. Per celebrare questo momento nella storia dell'aviazione, SIA ha messo all'asta tutti i biglietti in un accordo speciale con eBay, a partire dal 27 agosto 2007 per due settimane, e ha donato tutti i proventi in beneficenza. Sono stati raccolti quasi 1,3 milioni di dollari.
La compagnia utilizza l'A380 per servire anche voli commemorativi o stagionali. È stata la prima ad operare voli commerciali con questo aereo verso Pechino dal 2 all'8 agosto 2008 per soddisfare un maggiore traffico passeggeri durante i Giochi Olimpici estivi di Pechino, e ha operato stagionalmente l'A380 per Osaka nell'agosto 2012. Il 9 agosto 2015, un A380 di Singapore Airlines ha preso parte alla Singapore National Day Parade nell'ambito delle celebrazioni del 50º anniversario di Singapore. L'aereo è stato dipinto con una livrea speciale e ha operato uno speciale volo di beneficenza il 29 maggio 2015.
Nel 2012, Singapore Airlines ha accettato di ordinare altri cinque A380, in consegna a partire dal 2017. Sono dotati di nuove suite, cabine Business Class ed Economy, nonché Premium Economy già in fase di implementazione sugli A380 esistenti. Nel 2016, la compagnia ha confermato che un A380 sarebbe stato restituito al locatore nell'ottobre 2017 al termine del suo leasing decennale; il primo è stato messo fuori servizio nell'agosto 2017. A questo esemplare ne sono seguiti altri quattro negli anni successivi.

#### Boeing 747
Singapore Airlines Cargo è stata fondata come compagnia aerea separata nel 2001 per gestire gli aerei cargo di Singapore Airlines, che ha poi cessato le operazioni della sua flotta di 747 in versione passeggeri nel 2012.

#### Boeing 777

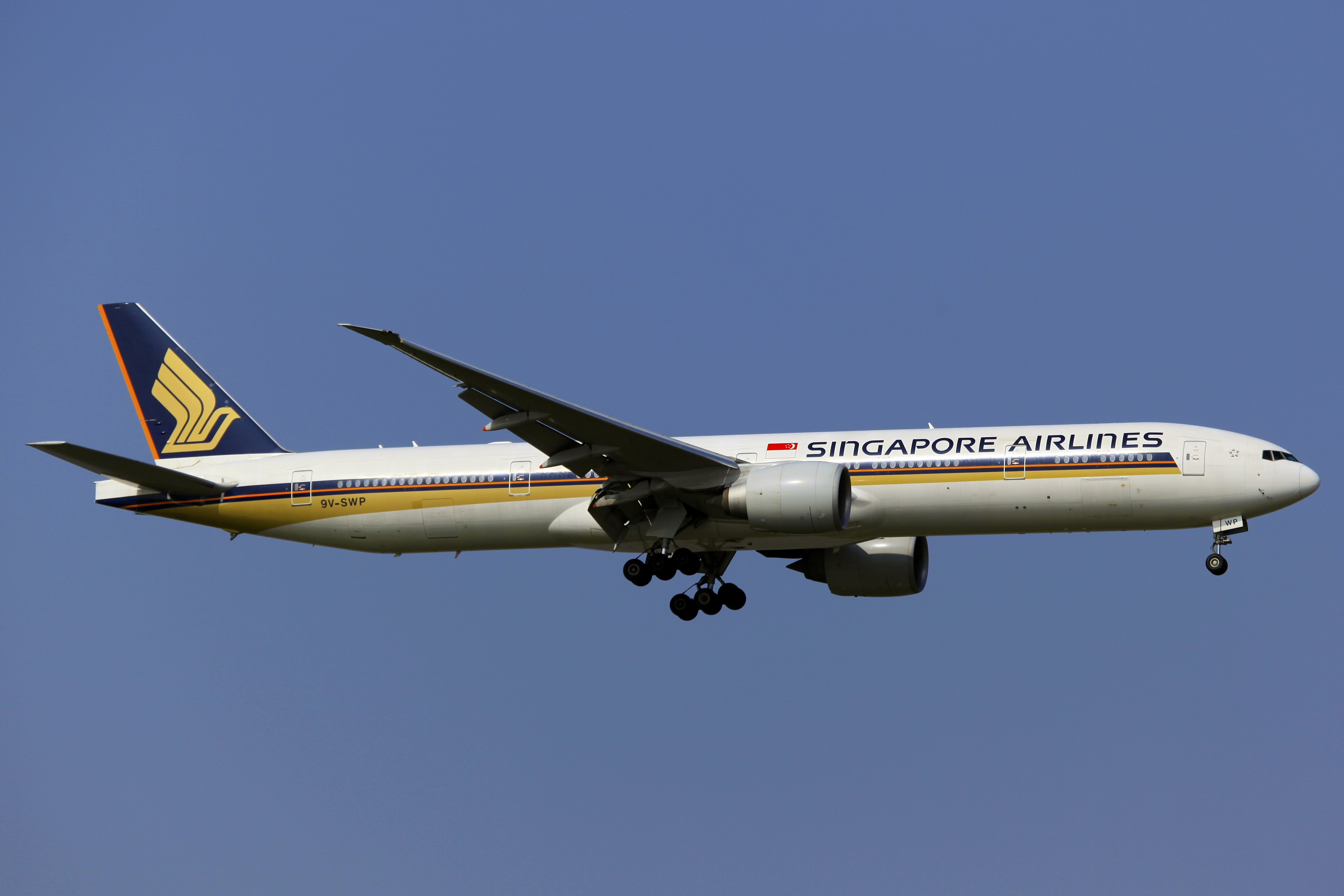
Un Boeing 777-300ER.

I 777-200ER di Singapore Airlines furono i primi ad entrare in servizio, con il primo consegnato il 5 maggio 1997. Mentre Singapore Airlines elenca alcuni dei suoi 777-200ER come 777-200, tutti i presunti aeromobili della serie 200 furono tutti costruiti con miglioramenti solitamente esclusivi della -200ER; l'unica modifica risiede nei motori: quelli di SA montano i Trent 884, mentre gli altri i Trent 892.
Il 10 dicembre 1998, Singapore Airlines ha preso in consegna il suo primo Boeing 777-300. La compagnia aerea ha annunciato l'ordine di 19 Boeing 777-300ER nell'agosto 2004 con l'ordine firmato il 23 dicembre Singapore Airlines è diventata il più grande operatore al mondo del Boeing 777 quando ha preso in consegna il suo 58º velivolo di questo tipo, un Boeing 777-300, il 6 maggio 2005. Da allora è stata superata da Emirates, che a novembre 2017 aveva 159 esemplari nella sua flotta. I nuovi Boeing 777-300ER della compagnia aerea sono entrati in servizio commerciale il 5 dicembre 2006.
Il 9 luglio 2013, Singapore Airlines, in collaborazione con due società di progettazione, James Park Associates e DesignworksUSA, ha presentato la prossima generazione di prodotti per le classi First, Business ed Economy, che sono entrati in servizio nei Boeing 777-300ER appena consegnati. Il prodotto è stato successivamente esteso a tutti i Boeing 777-300ER. Singapore Airlines ha anche introdotto la sua nuova Premium Economy il 9 agosto 2015 sui Boeing 777-300ER con i refit completati prima della fine di marzo 2019.

#### Boeing 787

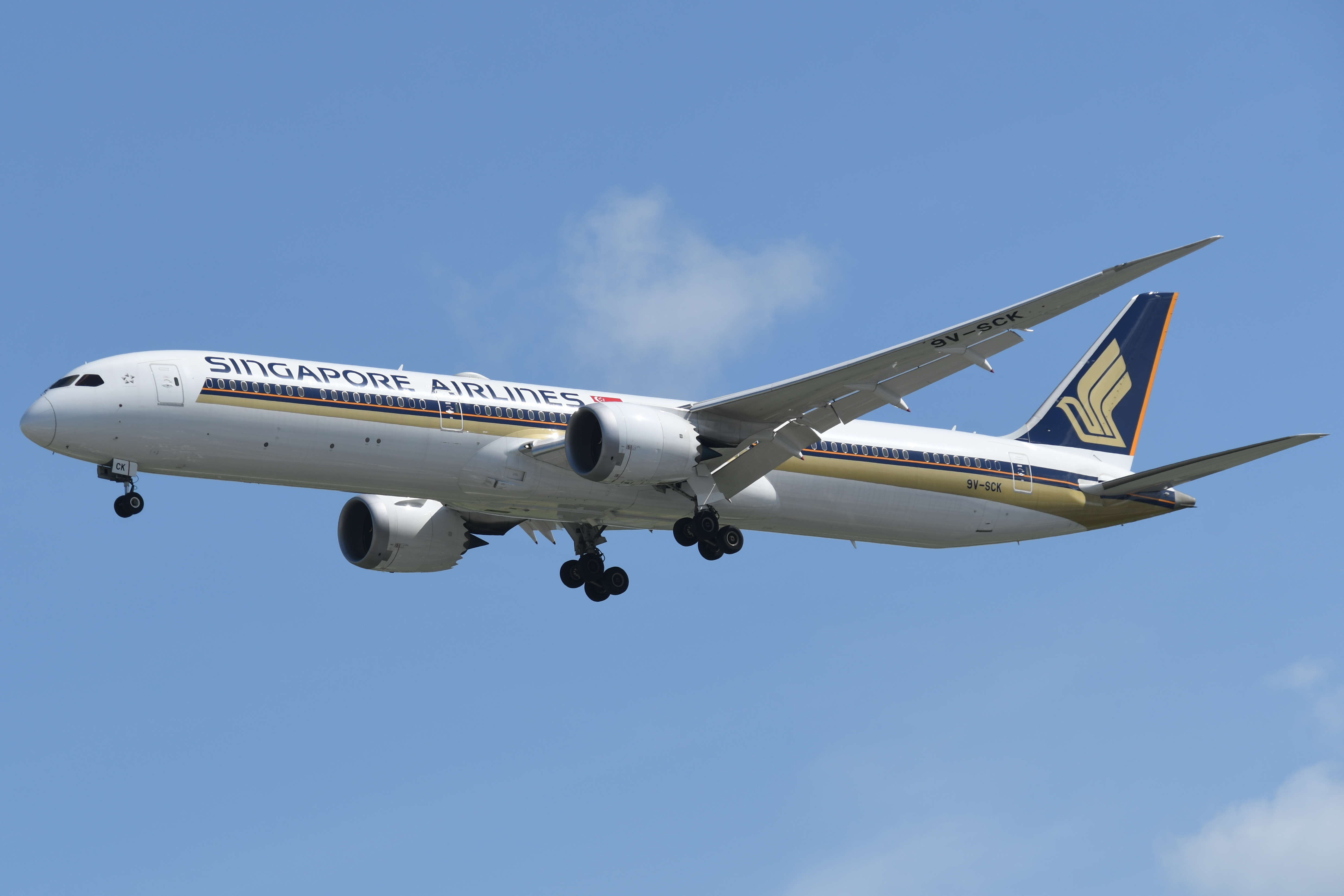
Un Boeing 787-10.

Singapore Airlines ha effettuato un ordine per 20 Boeing 787-9 nel 2006, scegliendolo rispetto al progetto iniziale che prevedeva ordini per gli Airbus A350. Più tardi nel 2012, quando Singapore Airlines ha ordinato l'Airbus A350 XWB, l'ordine per i 787-9 è stato trasferito alla sua sussidiaria a basso costo, Scoot.
Nel 2013, Singapore Airlines ha effettuato un nuovo ordine per trenta Boeing 787-10.
Nell'ottobre 2018, Singapore Airlines ha convertito due dei suoi Boeing 787-10 in ordine in Boeing 787-8 e ha assegnato i due aeromobili a Scoot.

### Piani di sviluppo

#### Fusione con Silkair
Il 18 maggio 2018 Singapore Airlines ha annunciato che la fusione con la sua controllata SilkAir avverrà entro alla fine del 2021 o l'inizio del 2022, con gli Airbus A319 di quest'ultima che saranno gradualmente ritirati e la flotta di narrow body costituita da Boeing 737-800 e Boeing 737 MAX 8 che sarà incorporata nella compagnia madre dopo l'ammodernamento delle cabine passeggeri. Al momento della fusione, altri 31 737 MAX sono in ordine.

#### Boeing 777X
Il 9 febbraio 2017 Singapore Airlines ha firmato una lettera di intenti per l'acquisto di 39 aeromobili: 20 Boeing 777-9X e altri 19 Boeing 787-10. L'accordo include anche opzioni per altri 12 aeromobili. L'ordine, che ha un valore di 13,8 miliardi di dollari in base ai prezzi di listino pubblicati, include la flessibilità per il gruppo Singapore Airlines di sostituire i 787-10 con altre varianti della famiglia 787. Il 23 ottobre 2017, l'accordo è stato finalizzato alla Casa Bianca ed è stato testimoniato dal primo ministro di Singapore Lee Hsien Loong e dal presidente degli Stati Uniti Donald Trump durante una visita di stato. Nel febbraio 2021, Singapore Airlines modificato l'accordo riducendo i 787 di 14 unità e ordinando ulteriori 11 777-9. Ciò porta i loro ordini complessivi per il 777X a 31 e per i 787-10 a 30. I Boeing 777-9 saranno consegnati alla compagnia aerea dall'anno finanziario 2023-2024.

### Flotta storica

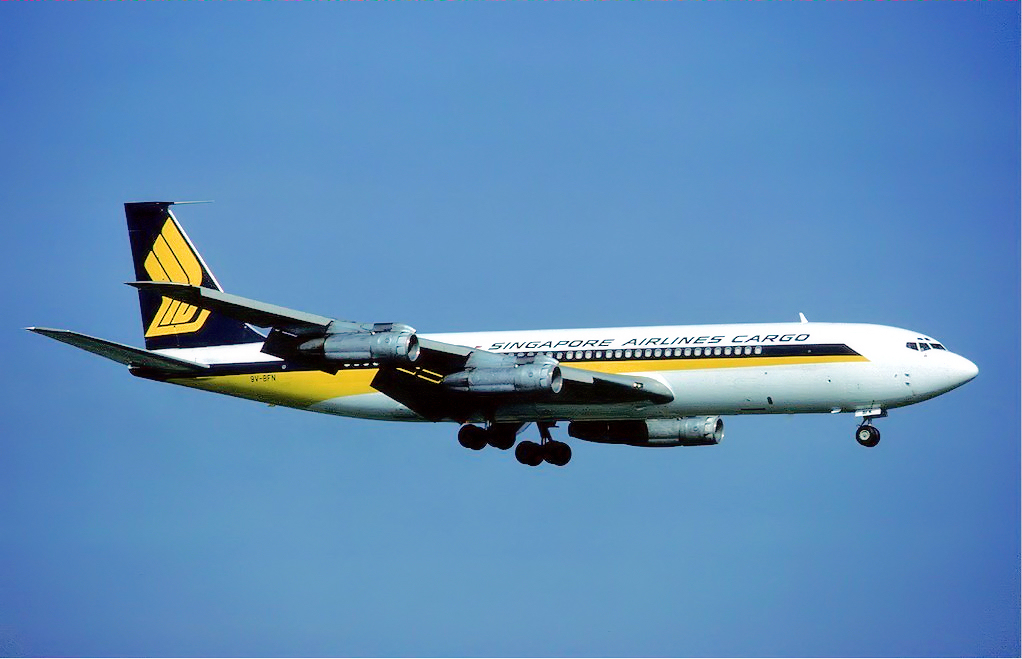
Un Boeing 707-320.

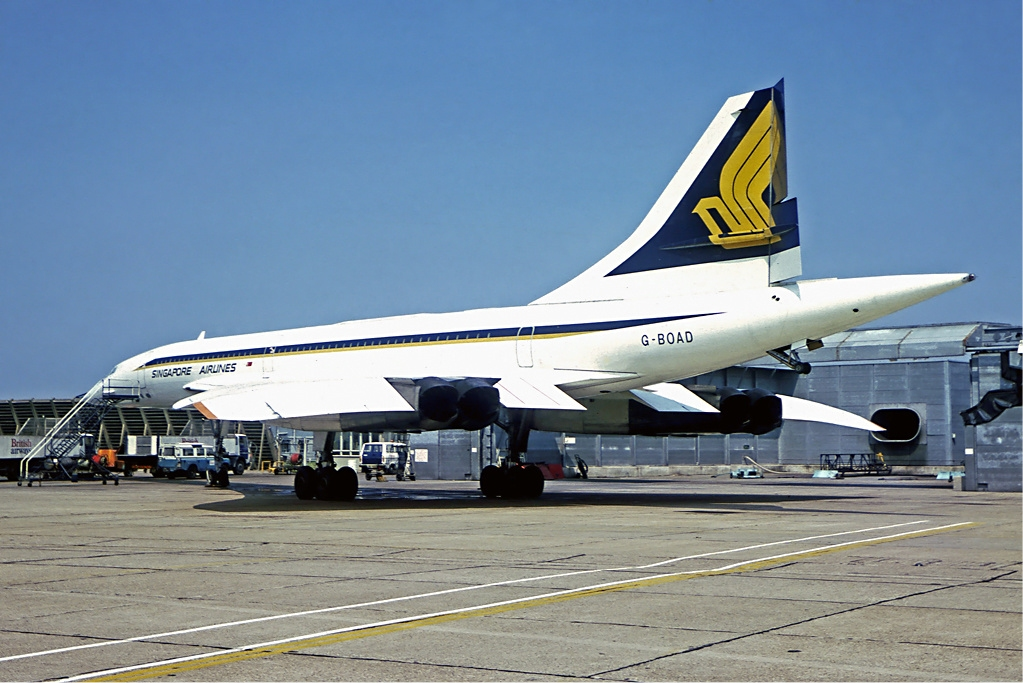
L'unico Concorde della compagnia fotografato a Londra nel 1980. Operato da British Airways, aveva da un lato la sua livrea mentre dall'altro quella della Singapore Airlines.

Singapore Airlines operava in precedenza con i seguenti aeromobili:

## Incidenti
- Tra il 26 e il 27 marzo 1991, il volo Singapore Airlines 117, un Airbus A310-300, venne dirottato in volo da quattro terroristi pakistani. L'aereo atterrò quindi a Singapore. Dopo che le loro richieste non furono soddisfatte, i dirottatori minacciarono di iniziare a uccidere gli ostaggi; prima della scadenza del termine, i commando hanno preso d'assalto l'aereo, uccidendo i dirottatori e liberando tutti gli ostaggi, illesi. Questo è stato il primo e unico dirottamento che ha coinvolto un aereo della Singapore Airlines.[84]
- Il 31 ottobre 2000, il volo Singapore Airlines 006, un Boeing 747-412, si schiantò in fase di decollo a causa di un errore del comandante che imboccò una pista chiusa al traffico all'aeroporto di Taipei-Chiang Kai Shek. Nell'incendio che si sviluppò a seguito dell'incidente persero la vita 83 persone che si trovavano a bordo del velivolo.[85]
- Il 29 novembre 2010, un Boeing 777-200ER, marche 9V-SQK, veniva rimorchiato da un parcheggio remoto al Terminal 3 dell'aeroporto Internazionale di Singapore Changi quando il trattore che lo stava trainando ha preso fuoco. L'incendio è stato spento dall'ARFF. La fusoliera anteriore inferiore era ricoperta di fuliggine; a causa dei danni sostanziali subiti, è stato in seguito ritirato dal servizio e demolito.[86]
- Il 21 maggio 2024 il volo Singapore Airlines 321 dall'aeroporto di Londra-Heathrow all'aeroporto di Singapore-Changi operato da un Boeing 777-312ER si trovava dopo dieci ore di volo sopra le acque del fiume birmano Irrawaddy quando si è imbattuto in una grave turbolenza che ha causato, oltre a rapida discesa incontrollata, 71 feriti e 1 vittima costringendo l'equipaggio a dirottare il volo verso l'aeroporto di Bangkok-Suvarnabhumi.[87]